# Кальный, Иван Гаврилович
Иван Гаврилович Кальный (30 августа 1892, Великие Сорочинцы — 21 января 1945, район города Едвабне) — советский военный деятель, полковник (29 ноября 1935 года).

## Биография

### Ранние годы
Иван Гаврилович Кальный родился 30 августа 1892 года в местечке Великие Сорочинцы ныне Миргородского района Полтавской области Украины.
С октября 1909 года учился в земской школе (училище) садоводства в Полтаве, после окончания которого с октября 1913 года работал садовником в питомнике в городе Валки Харьковской губернии.

### Первая мировая и гражданская войны
В октябре 1915 года призван в ряды Русской императорской армии и направлен во 2-й запасной Сибирский стрелковый полк, дислоцированный в городе Туркестан Сырдарьинской области. В феврале 1916 года направлен на учёбу в Ташкентскую школу прапорщиков, которую окончил 1 мая в чине прапорщика и направлен младшим офицером в 5-й запасной Сибирский стрелковый полк, дислоцированный в Ашхабаде, а в октябре переведён в 262-ю пехотную дружину в Пржевальске (Семиреченская область). В конце мая 1917 года И. Г. Кальный был отозван в 5-й запасной Сибирский стрелковый полк и затем переведён в 262-й запасной пехотный полк, дислоцированный в Кишинёве. В декабре 1917 года покинул часть, после чего уехал в Полтаву.
В феврале 1918 года вступил в красногвардейский отряд под командованием Богитько в составе группы Муравьёва, после чего принимал участие в боевых действиях против немецких войск и вооружённых формирований гайдамаков в районе Киева, Полтавы, Харькова и Курска. Летом и осенью служил в запасном батальоне, дислоцированном в Курске и Брянске, а в декабре назначен на должность командира роты в составе отряда Ратнера, после чего принимал участие в боевых действиях в районах хут. Михайловский, Бахмач и Ромодан. С мая 1919 года служил командиром батальона и полка в составе бригады Бауфалло, ведшей боевые действия против войск под командованием генерала А. И. Деникина в районе Харькова, Полтавы, Ромн, Бахмача и Брянска.
В ноябре 1919 года назначен на должность начальника 1-го отделения штаба Брянского укреплённого района, а в январе 1920 года — на должность помощника начальника штаба 57-й стрелковой дивизии, после чего на Западном фронте участвовал в ходе советско-польской войны в районе Мозыря, Овруча, Речицы и Брест-Литовска и затем на варшавском направлении.
В октябре 1920 года направлен на учёбу на курсы подготовки старших строевых начальников Западного фронта в Смоленске, находясь на которых, в марте 1921 года в качестве начальника колонны Северной группы принимал участие в ходе подавления Кронштадтского восстания. После окончания курсов в мае того же года назначен на должность начальника оперативного отделения штаба Тамбовской армии, после чего участвовал в ходе подавления Тамбовского восстания под руководством Александра Антонова.
В 1922 году за взятие северных фортов при подавлении Кронштадтского восстания Кальный был награждён орденом Красного Знамени.

### Межвоенное время
В октябре 1921 года направлен на учёбу в Военную академию РККА, однако в феврале 1923 года по болезни прекратил учёбу и назначен на должность начальника штаба ЧОН Черниговской губернии. В октябре 1924 года И. Г. Кальный продолжил обучение в академии, после окончания которой в октябре 1926 года назначен на должность начальника штаба 89-го Чонгарского стрелкового полка (30-я стрелковая дивизия, Украинский военный округ), дислоцированного в Днепропетровске, а в мае 1928 года — на должность заместителя начальника 1-го (оперативного) отдела штаба Украинского военного округа.
В октябре 1929 года переведён на Дальний Восток, где назначен на должность для особых поручений при Реввоенсовете ОКДВА, после чего принимал участие в ходе боевых действий на КВЖД.
В марте 1930 года назначен на должность начальника штаба 31-й стрелковой дивизии (Приволжский военный округ), дислоцированной в Сталинграде, а 1 февраля 1931 года — на должность помощника начальника штаба 9-го стрелкового корпуса (Северокавказский военный округ), одновременно с этим в период с декабря 1932 по июнь 1933 года учился на оперативном факультете Военной академии РККА имени М. В. Фрунзе.
В июне 1934 года И. Г. Кальный назначен на должность начальника штаба 33-й механизированной бригады (7-й механизированный корпус, Ленинградский военный округ), дислоцированной в городе Новый Петергоф, а в сентябре 1936 года — на должность командира этой же бригады, однако 21 января 1938 года был арестован органами НКВД и приговором Военного трибунала Ленинградского военного округа от 8 марта 1938 года «за участие в очковтирательстве при инспекторских стрельбах» осуждён по ст. 193-17 п. «а» на восемь лет ИТЛ, после чего находился в лагерях НКВД.

### Великая Отечественная война
В октябре 1941 года был освобождён из мест заключения, 1 ноября призван в ряды РККА из запаса и назначен на должность командира 46-й запасной стрелковой бригады (Московский военный округ), дислоцированной в Йошкар-Оле, а 15 июля 1943 года переведён на должность командира 2-й отдельной учебной бригады, дислоцированной в Костроме. Указом Президиума Верховного Совета СССР от 12 ноября 1943 года за успешную работу по подготовке резервов для фронта полковник Иван Гаврилович Кальный награждён орденом Красной Звезды, а Постановлением Военного совета Московского военного округа от 23 декабря 1943 года судимость с него была снята. В мае 1944 года бригада была преобразована в 25-ю учебную стрелковую дивизию, а полковник И. Г. Кальный утверждён её командиром.
2 августа 1944 года Кальный был направлен в распоряжение Военного совета 2-го Белорусского фронта, где 24 августа назначен на должность заместителя командира 283-й стрелковой дивизии, 28 августа переведён на должность командира 348-й стрелковой дивизии, а 31 августа — на должность заместителя командира 35-го стрелкового корпуса, который вёл наступательные боевые действия в районе города Остроленка на восточном берегу реки Нарев, который был освобождён 6 сентября, после чего корпус вёл бои на Наревском плацдарме.
7 ноября 1944 года полковник Кальный назначен на должность командира 290-й стрелковой дивизии, которая вскоре принимала участие в боевых действиях в ходе Восточно-Прусской и Млавско-Эльбингской наступательных операций. 21 января при штурме города Едвабне полковник Иван Гаврилович Кальный погиб и был похоронен в Гродно.

### Семья
Был женат на дочери преподавателя Полтавского училища садоводства, подданного Австро-Венгрии Франца Федоровича Уиса — Людмиле. В 1929 году родилась их дочь Галина.

## Награды
- Два ордена Красного Знамени (1922, 03.11.1941);
- Орден Отечественной войны 1 степени (05.11.1944);
- Орден Красной Звезды (12.11.1943).